# Dilinkó Gábor
Dilinkó Gábor (beceneve: Bizsu; Újpest, 1929. február 8. − Budapest, 2014. november ?) roma származású magyar festőművész, az 1956-os forradalom egyik harcosa.

## Életútja, munkássága
Cigány családban született, apja dokkmunkás volt. Kilencen voltak testvérek, anyja betegsége és szülei válása miatt miatt 8 éves korában állami gondozásba került. Négy elemit végzett, s mint lelencgyerek paraszti családokhoz volt kihelyezve. A második világháború után anyja magához vette, s nagybátyjánál a szegkovács mesterséget kezdte tanulni. 1947-ben anyja meghalt. 1948-ban Dilinkó leszerelt a sorkatonaságból, s bőrgyári munkás lett. Az 1956-os forradalom idején a Corvin közben harcolt, súlyos karsebesüléssel esett fogságba; élettársát, Kócoskát, Szabó Ilonka, újpesti cigánylányt, Corvin közi parancsnokot, 17 évesen, négy hónapos terhesen agyonlőtték. Dilinkót a forradalom leverése után 12 évi börtönbüntetésre ítélték, majd a Legfelsőbb Bíróság 7 évre változtatta az ítéletet. 1966-ban szabadult, évekig nem tudott elhelyezkedni, s ha álláshoz jutott is, amikor ötvenhatos múltjáról értesültek, azonnal elbocsájtották. Végül 1975-ben háztakarítóként és fűtőként sikerült elhelyezkednie az IKV-nál. Innen ment nyugdíjba. Ötvenhatos múltjának elismeréseképpen 1991-ben megkapta a „Hűséges helytállásért” kitüntetést, majd a dandártábornoki rendfokozatot. A Corvin Közi Bajtársi Közösség tagja lett.
Az újpesti József Attila utcai elemi iskolában már megnyilvánult rajzkészsége, tanárai is felfigyeltek erre. Hosszú ideig alkalmanként rajzolt, festett, majd 1975-ben egy buszbalesete kapcsán hosszabb ideig ágyhoz volt kötve, s ugyan sérült kezével az ecsetet nem tudta fogni, de felesége megmutatta neki, hogyan próbáljon az ujjaival rajzolni, s ez olyan annyira sikerült, hogy azóta is arról is híres, hogy az ujjaival fest. Szűkös körülmények közt élt, sokáig a ház gangja volt a festői műhelye télen-nyáron. 1982-től kiállító művész, több önálló tárlata is volt Zalakaroson, Budapesten a József Attila Művelődési Központban, a Pataky István Művelődési Központban, a Vízivárosi Galériában. 1987-ben a diósgyőri Vasas Művelődési Házban 73 festményét állította ki, s azok árát felajánlotta a hátrányos helyzetű fiatalok megsegítésére. 1989-ben a Cigány Napok keretében, a József Attila Művelődési Központban kiállított 30 festményét szintén a hátrányos helyzetű gyermekek megsegítésére ajánlotta fel.
Témaválasztása nagyon változatos, élen jár a bibliai ábrázolásokban, a táj- és figurális ábrázolásokban, s ezek egyben mindig a cigány népesség érzéseit, történelmét közvetítik. 1975-ben már egy életanyag van mögötte, amely egy tőke, amelyből építkezik. Egy érett festészettel áll a nyilvánosság elé. Már az 1980-as évek közepétől felfigyelt képeire a sajtó, sok festménye külföldi tárlatokra is eljutott. 1985-ben a lengyelországi Szczecinben, 1986-ban az NDK-beli Lipcsében mutatták be alkotásait. Alkotásaival több ízben szerepelt a Közép-európai művésztelep kiállításain, Tokajban (1990, 1993), Tállyán (1994), Baján (Európai kisebbségek fesztiválja, 1996).

## A 2009-es Cigány festészet című reprezentatív albumba beválogatott képei

### Biblia
- Félünk II.[3] (olaj, farost, 79x109 cm, 1990)
- Jézus a szegények közt (olaj, vászon, 130x120 cm, év nélkül)
- Úton Názáretbe (olaj, farost, 84x121 cm, év nélkül)
- Krisztus (olaj, farost, 54x60 cm, év nélkül)

### Tájábrázolások
- Falu ősszel (olaj, karton, 70x50 cm, 1984)
- Hóolvadás (olaj, papír, 94x70 cm, 1990)
- Téli tanya (olaj, vászon, 74x55 cm)
- Képzeletbeli táj (olaj, karton, 70x50 cm, év nélkül)
- Falu illusztráció (filc, papír, 50x70 cm, év nélkül)

### Figurák
- Unatkozás[4] (olaj, farost, 60x80 cm, 1989)
- Téli gyász (olaj, vászon, 72x52 cm, 1984)
- Nő esernyővel (olaj, farost, 50x70 cm, 1990)
- Hazafelé hóviharban (olaj, vászon, 150x90 cm, év nélkül)
- Emberpár (olaj, papír, 70x95 cm, 1990)
- Emberábrázolások (olaj, farost, 1979-1983)
- Vásárosok (olaj, vászon, 60x80 cm, 1979)
- Nem jött el a vőlegény (olaj, farost, 70x100 cm, 1986)
- Három fej (olaj, farost, 60x75 cm, 1982)
- Pipás nő (olaj, farost, 48x69 cm, 1982)
- Sancho Panza (olaj, farost, 56x76 cm, év nélkül)
- A nagy lovag (olaj, karton, 50x70 cm, év nélkül)
- Nézlek (olaj, farost, 50x70 cm, év nélkül)
- Boldogság (olaj, vászon, 24x35 cm)
- Pipázó nő (olaj, karton, 50x70 cm, 1979)

### Cigány történelem
- Rémálom (olaj, farost, 61x63 cm, év nélkül)
- Mementó[5] (olaj, farost, 185x160 cm, év nélkül)

## Kiállításai (válogatás)

### Egyéni
- 1993 • Roma Parlament Képtára, Budapest
- 2006 • Csak álmomban vagyok szabad, Balázs János Galéria, Budapest
- 2011 • Dilinkó Gábor naiv festő kiállítása, Duna Palota[6]

### Csoportos
- 1985 • Néprajzi Múzeum, Budapest
- 1986 • Művész Galéria, Budapest
- 1989 • József Attila Művelődési Központ, Budapest
- 1990, 1993 • Közép-európai művésztelep kiállítása, Tokaj
- 1994 • Közép-európai művésztelep kiállítása, Tállya
- 1996 • Európai kisebbségek fesztiválja, Baja
- 1999 • Fővárosi Művelődési Ház, Budapest
- 1996, 1997 • Nemzetközi cigány fesztivál, Parkszínpad, Budapest
- 2000 • Erkel Színház, Budapest
- 1989 • Cigány képzőművészek II. Országos kiállítása, Budapest
- 1992 • Rátkai Galéria, Budapest
- 2007 • Az emlékezés színes álmai, Peking • Magyar Nemzeti Galéria, Budapest
- 2008, 2009 • Az emlékezés színes álmai, vándorkiállítás, Szolnok • Eger • Pécs • Salgótarján • Miskolc; Szekszárd.

## Díjak, elismerések
- A Magyar Köztársasági Érdemrend kiskeresztje (az 1956-os forradalom- és szabadságharcban való helytállásáért, 1998)

## Emlékezete

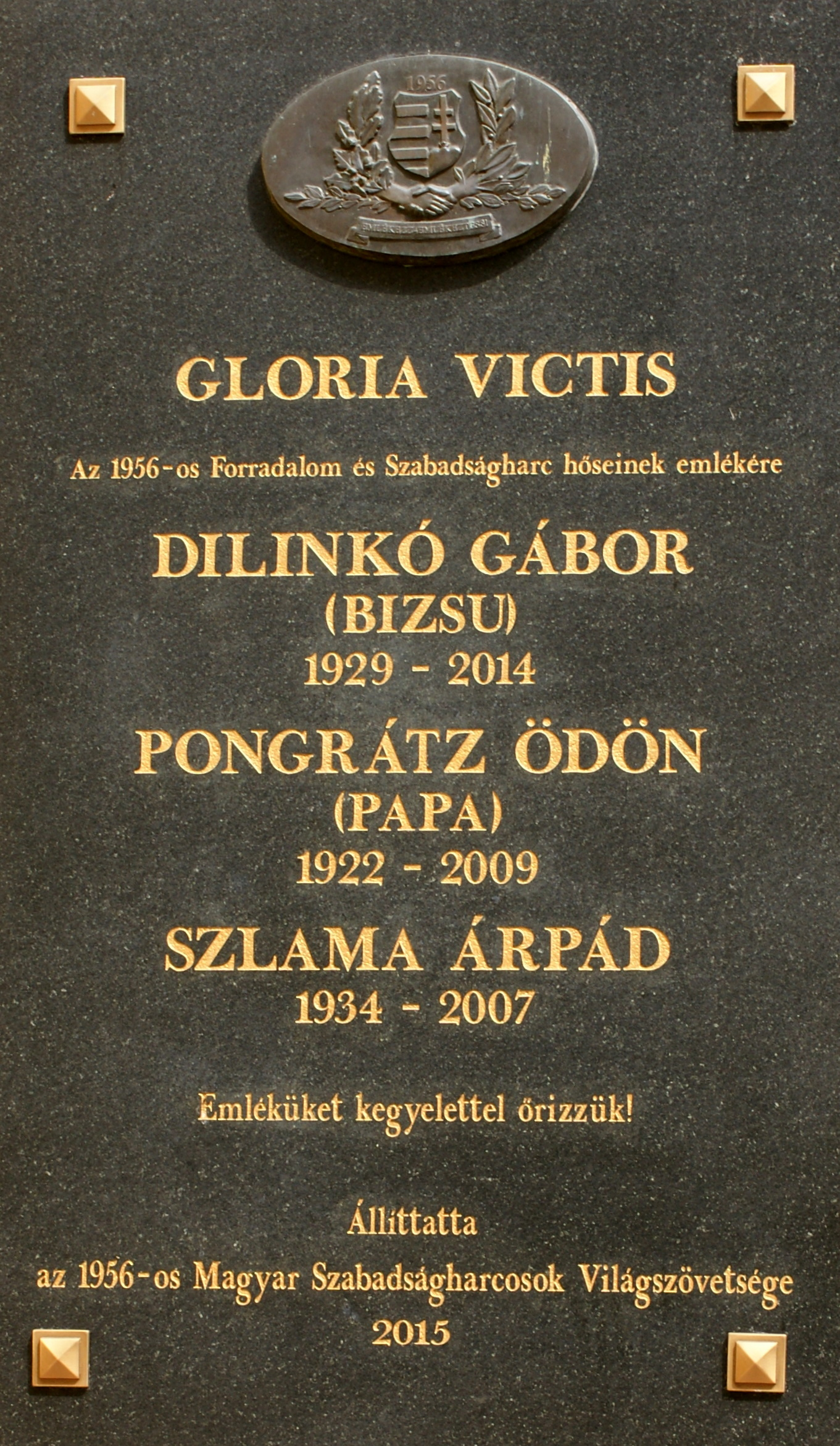
Dilinkó Gábor (Bizsu) Emléktáblája

Dilinkó Gábor 1956-os szabadságharcos szerepvállalását  az 1956-os Magyar Szabadságharcosok Világszövetsége őrizte meg a 2015-ben felállított, 50X90 cm-es, fekete gránit és bronz plakett, emléktáblával. Ezen két másik harcostársa nevét is feltüntették. Az emléktábla Budapesten, a VIII. kerületi Corvin köz jobb oldalán található.